# 裏切り者なる愛よ
『裏切り者なる愛よ』（うらぎりものなるあいよ、Amore traditore）BWV203は、ヨハン・ゼバスティアン・バッハが作曲したと推測される世俗カンタータの一つ。209番『悲しみのいかなるかを知らず』(Non sa che sia dolore)とともに、イタリア語の歌詞を持つ稀有な曲である。自筆の総譜が失われているため、その成立年代も使途もまったく判明していない。長らく偽作の疑いがつきまとっていた。全3曲からなり、手ごろなバス独唱作品して取り上げられる。

## 概要
最古の資料は、バッハ没後から半世紀以上経った19世紀前半の総譜コピーである。バッハの生前に作成された基本資料がまったくないことが、この曲の全容を解明できず、偽作説を完全否定できない最大の原因となっている。現在ではそのスタイルからバッハの真作とみなす傾向が強い。しかし決定的な資料がないため、偽作説を払拭したとまではいかない。そのためバッハ研究での集大成である「新バッハ全集」への採録は先送りされており、有力者・学者への献呈を目的としない世俗カンタータを収録した第1巻第40編から漏れている。
バッハはアントニオ・ヴィヴァルディをはじめジョヴァンニ・バッティスタ・ペルゴレージ、トマゾ・アルビノーニ、アルカンジェロ・コレッリなどイタリアの作曲家の作品に親しんでおり、イタリア語に対する素養があったと推定されており、イタリア語によるカンタータを作曲することは不自然ではないといわれている。
テキストの作者は不明。失恋した若者が抱いた愛の苦痛と克服、しかし愛から逃れることができない懊悩が描かれている。カンタータの中では最も規模が小さく、通奏低音とチェンバロをともなうだけの質素なバス独唱カンタータでもあることから、聴衆を前にした作品というよりも、愛好家が演奏を楽しむための作品としての側面が強い。
あくまでも憶測の域を出ないが、第3曲のアリアの伴奏にチェンバロ右手のオブリガートが指定されていることから、ケーテン時代に作曲されたと想定されている『チェンバロとヴァイオリンのための6つのソナタ』(BWV1014-1019)と関連づけて、ヴァイマル時代末期からケーテン時代に作曲した可能性も取り沙汰されている。

## 楽曲構成

### 第1曲 アリア『裏切り者なる愛よ』(Amore traditore)
イ短調、12/8拍子
ダ・カーポ形式で激しく愛を罵る。チェンバロはリアライゼーションに徹し、通奏低音の激しい上下動や唐突に止まるパッセージ、半音階進行が伴奏を支配する。ジグのリズムに乗るバスは通奏低音の激情を引き継ぐ。躍動、走句、停止、半音階進行、同音保持など、目まぐるしく音楽を変化させながら昂揚していく。否定詞(non)が頻繁に登場し、上昇音で畳み掛ける。間奏を経て、愛に費やした徒労を回想する中間部では、愛を「枷・憂い・徒労・心痛・隷属」と散々に罵倒する。息の長い枷、半音進行の憂い…と歌の表情も歌詞に連動して怒りをぶちまける。

### 第2曲 レチタティーヴォ『われ試みんと欲す』(Voglio provar)
短いセッコの語り。失恋を癒し、アモールの愛の矢から逃れ得るかを見極めようと明るく語り出すが、無用な希望を抱かせる愛の力を前に短調に転じて動転する。

### 第3曲 アリア『愛に執心する運命ならば』(Chi in amore ha nemica la sorte)
ハ長調、3/4拍子
リアライゼーションに過ぎなかったチェンバロが、フィナーレを前に華麗なオブリガートで歌い始める。十六分音符の走句が躍動しながら前奏を形作る。ダ・カーポの両端部では、愛に執着する命運の愚かしさを伸びやかに反復しつつ、愛を責める。特に(e follia)は幾度となく反復して強調される。中間部では短調に転じ、苦痛と愛の対価を計りかねる苦悩をにじませる。バスの背後ではチェンバロがエコーを作ったり厳しい和音を形成したりと、単なる伴奏ではなくバスと拮抗しながら自己主張している。このため、バスとチェンバロをツートップとするソナタに近い曲に仕上がっている。